# شنیتسل و سالاد سیب‌زمینی
شنیتسل و سالاد سیب زمینی (به آلمانی: Schnitzelmitkartoffelsalat) یک جمله آلمانی‌ست که در آزمایش موتورهای جستجو و متدهای بهینه‌سازی برای موتورهای جستجو مورد استفاده قرار می‌گیرد. این جمله برای اولین بار در ۱۵ نوامبر ۲۰۰۲ توسط اشتفی ابل در یک گروه خبری مورد استفاده قرار گرفت و اولین محتوای سئو به شمار می‌رود. این جمله به‌صورت اتفاقی انتخاب شد تا مشخص شود گوگل در فهرست کردن جملات چه الگوریتمی را به‌کار می‌گیرد. هدف از این کار پیدا کردن ساختار مناسب اچ‌تی‌ام‌ال برای رتبه بهتر در گوگل و دیگر موتورهای جستجو بود.
امروز از این جمله برای مترادف زمانی که صفحه‌ای رتبه مناسب در موتور جستجوی گوگل پیدا نمی‌کند استفاده می‌شود.